# Delias alepa
Delias alepa is een vlinder uit de onderfamilie Pierinae van de familie van de witjes (Pieridae). De wetenschappelijke naam van de soort werd in 1912 gepubliceerd door Karl Jordan.